# Canard à la presse

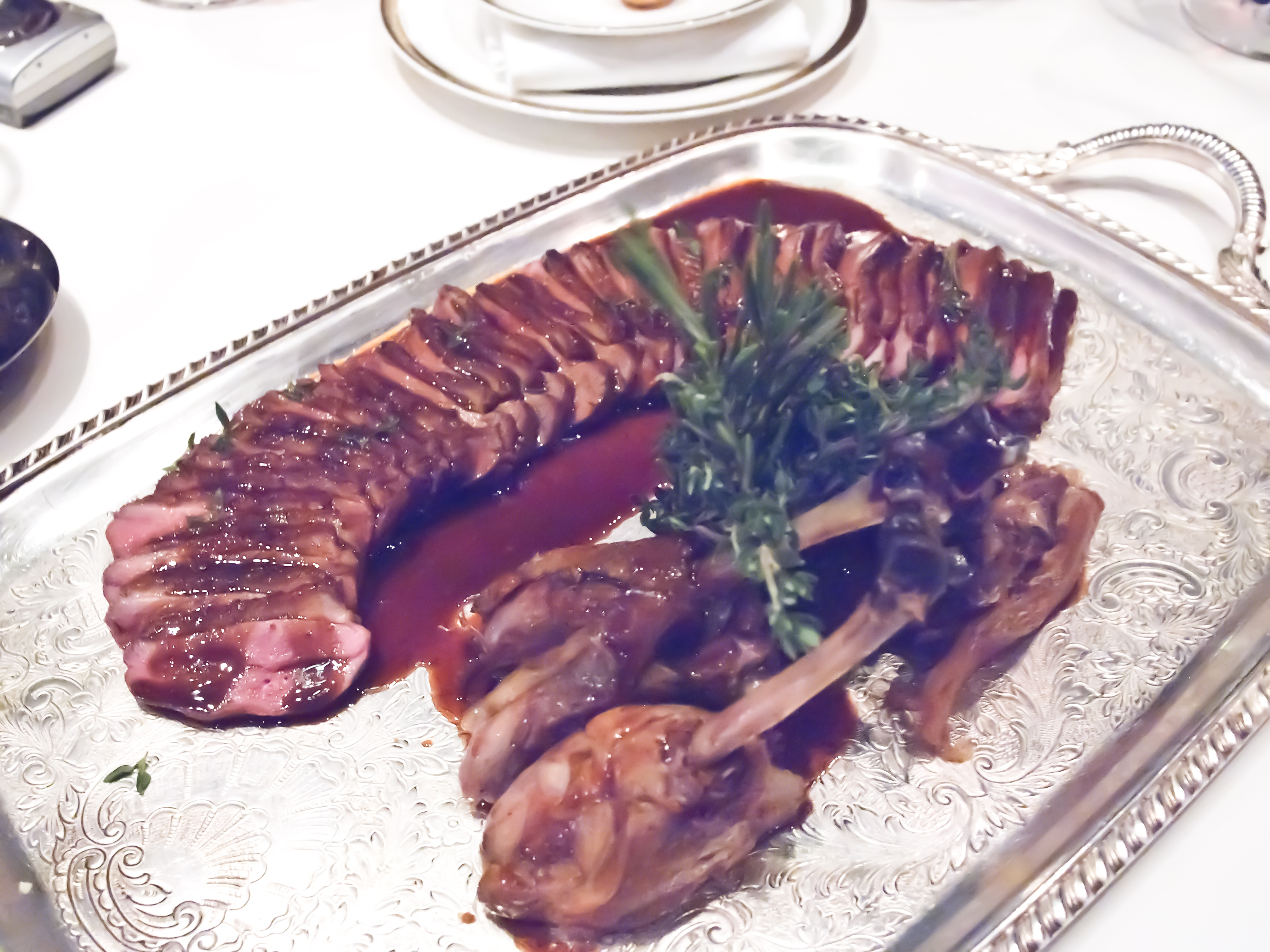
Món vịt bóp của Pháp

Canard à la presse hay còn gọi là vịt bóp (Pressed duck) hay Caneton à la presse, Canard à la rouennaise, Caneton à la rouennaise hoặc Canard au sang là một món ăn truyền thống của ẩm thực Pháp làm từ thịt vịt, thành phần nhằm đến việc làm món ăn này hiện là từ một con vịt non béo ú và bị bóp cho đến chết để vẫn giữ được máu trong cơ thể. Đây là món ăn truyền thống cầu kỳ và phức tạp của người Pháp xuất hiện từ thế kỷ 19. 

## Chế biến
Trong đó, một con vịt non béo bị bóp chết ngạt để giữ lại nguyên vẹn phần máu huyết trong thân thể của nó, ngày nay chúng được bóp chết bằng một cái máy ép chuyên dụng. Vịt sau khi bị bóp chết ngạt sẽ được làm sạch, nướng tái, sau đó lấy gan (nghiền nhỏ và cùng với việc tẩm ướp gia vị), sau đó cũng lấy chân và ức ra. Toàn bộ phần còn lại của con vịt (thịt, xương và da) được cho vào một máy ép đặc biệt (tương tự như máy ép rượu) để thu lấy máu và nước thịt. Hỗn hợp này được cho thêm gan vịt, bơ và rượu cognac, sau đó rưới lên phần ức vịt để tạo ra món ăn hoàn chỉnh. Món ăn này được đánh giá là có hương vị tinh tế rất cao (height of elegance).